# ROKS Marado
Le ROKS Marado (LPH-6112) est le deuxième navire d'assaut amphibie de classe Dokdo de la Marine de la république de Corée.

## Conception
Le Marado a été construit avec quelques changements par rapport au navire de tête de la classe, le ROKS Dokdo. Le pont d'envol est adapté pour accueillir deux Boeing-Bell V-22 Osprey, alors que le Dokdo ne pouvait en transporter qu’un. En lieu et place du radar multifaisceaux SMART-L de Thales et du radar de surveillance MW08, le Marado utilise le radar de surveillance multifonction EL/M-2248 MF-STAR d’Elta Systems et le radar de surveillance aérienne et de surface LIG Nex1 550 SPS-3K. Il dispose également d’une suite d’armes différente de celle du Goalkeeper CIWS de 30 mm et du RIM-116 Rolling Airframe Missile (RAM), utilisant plutôt deux Phalanx CIWS de 20 mm et ayant à l’arrière de la superstructure un système de lancement vertical coréen (K-VLS) pour tirer le missile K-SAAM développé localement,,,,.

## Carrière
Le Marado a été lancé le 14 mai 2018 au chantier naval de Hanjin Heavy Industries & Constructions Co. à Busan. Le Marado a été mis en service le 28 juin 2021. Il est basé à la base navale de Jinhae.
Le Marado devait initialement entrer en service en 2010, mais en raison de la crise économique de 2008, le deuxième navire d’assaut amphibie de classe Dokdo a été annulé. En 2012, le budget a été rétabli après la montée des tensions dans la région.
La construction a commencé en novembre 2016 avec la découpe de la première plaque d’acier. La quille a été posée en avril de l’année suivante et le lancement a eu lieu une autre année plus tard. Les deux années suivantes ont consisté en l’aménagement et les essais en mer. Le navire a été mis en service le 28 juin 2021.
En mai 2022, la marine de la république de Corée a annoncé que le ROKS Marado et le sous-marin de classe Sohn Won-yil ROKS Shin Dol-seok (SS-082) participeront à l’exercice RIMPAC 2022.